# モンハン日記 ぽかぽかアイルー村
『モンハン日記 ぽかぽかアイルー村』（モンハンにっき ぽかぽかアイルーむら）は、カプコンのゲーム『モンスターハンターシリーズ』に登場する猫人間アイルー族を主人公にしたスピンオフ作品、およびそのシリーズである。

## ゲームシリーズ

### モンハン日記 ぽかぽかアイルー村
2010年（平成22年）8月26日にカプコンから発売されたPlayStation Portable（PSP）用コンピュータゲームソフト。本シリーズで最初に発売されたゲーム作品。

#### 内容
『モンスターハンター』シリーズはモンスターを狩る人間（ハンター）を主人公にしたファンタジー世界でのハンティングアクションゲームである。それに登場する2足歩行する猫のアイルー族は料理を作ったり、冒険のお供についてきたりと主人公のサポートキャラとして人気を博していた。本作『ぽかぽかアイルー村』はそんなアイルーを主人公にしたゲームである。
ゲームジャンルは「アイルーライフ」と発表されており、アイルーとなって村を発展させていくゲームとなっている。キャラクターデザインは2頭身前後にデフォルメされたものになり、リアル系のモンハン本編シリーズよりもキュートなものになっている。
特定の条件を満たしたり、クエストを成功させたり、イベントを達成すると、村に新たなアイルーが来る。アイルーが増えると村が発展し、できることが増えるシステムになっている。ゲームそのものも、モンスターハンター本編が狩り中心なのに対し、のんびりとした生活を送るぽかぽかしたものになっている。
なお、暴力シーン等は本編よりもマイルドかつコミカルな表現になっているため、CEROレーティングはAとなっている。
ユーザー参加型の企画としてオリジナルアイルーを募集しており、最優秀賞の「占い師」がゲーム中に登場している。プーギーパークの中に20日目から登場、「今日の採取運」が最大の時に話し掛けた以降はプレイヤーを占ってくれるようになる。占いはゲッターズ飯田が担当。
通信機能
PSPの無線LAN機能（アドホック・モード）を利用した最大4人プレイが可能。8日目にギルド予定地に現れる「マルチ」を仲間にした翌日以降は他のプレイヤーのアイルーを村に招待することが、ネコートの妹「イモート」から受注すれば最大6匹ずつのアイルーで行う「通信探検クエスト」が、プーギーパークに入り「園長」から手続きすればそれぞれ1匹ずつプーギーを選択して行う「プーギーレース」が可能。
セーブデータ連動
『モンスターハンター ポータブル 2nd G』（MHP2G）のセーブデータを読み込むことで、『MHP2G』で雇っていたオトモアイルーを1匹アイルー村に連れてくることができる。翌朝を待たずに村に到着し、キッチンアイルーから転職したかや性格に拘わらず、ハンターであり『MHP』で着ていた服をそのまま着て来るが、仲良し度を999にすると3着とも貰え、『G』で3000にすると色違いも全て貰える。また、本作のセーブデータを2010年12月1日発売の『モンスターハンターポータブル 3rd』（MHP3）で読み込ませることで、本作のアイルーを模したデザインの防具を先行して入手することができた。既にアイテムボックスに入っている状態となる。

#### 探検クエスト
ギルドを作ると祭壇予定地で行き倒れる「見習い受付嬢」ことヨツバに目的地到達を知らせると、仲間のアイルーと一緒に「探検クエスト」を受注できるようになる。かつギルドを拡大するとヨツバの先輩「受付嬢」のワカバも同じ場所に行き倒れ、目的地到達を知らせることで探検クエストが増えダウンロードクエストも可能になる。さらに日数を経たせてネコートの妹「イモート」と祭壇予定地で出会うと、大型モンスター戦ばかりが集う探検クエスト群を受注可能になる。探検クエストには共同しないなら最大12匹の、通信して共同でイモートから受注するなら1人最大6匹のアイルーを連れて行くことが可能。クエストはモンスターの撃破や特定のアイテムの確保などの目的があり、目的を達成し、ゴールに到達すればクエスト成功となる。
クエスト中はサイドビューの右方向スクロールの画面となる。場面に応じて「前進」「攻撃」「採集」「食べる」「催眠術」などの提案アイコンが表示されるので、それらの中から適切なものを選択し、クエストをこなして行く。敵モンスターの攻撃を受けると「やる気ゲージ」が減少し、ゲージが0になるとクエスト失敗になる。これ以外のクエスト失敗条件として、目的を達成せずにゴールに到達したり、「白旗」の提案アイコンを選択しても、STARTボタンを押して受けたクエストをリタイアすることが挙げられる。

#### 機能
データインストール機能（本作では「メディアインストール」と称する）に対応しており、メモリースティックDuo内にインストールすることでロード時間を短縮することが可能。また、BGロードにも対応している。

#### はじめようアイルー村パック
通常版と同時発売された限定版。正式名称は『PSP「プレイステーション・ポータブル」はじめようアイルー村パック』。限定カラーのライラック・パープル（薄い紫色）のPSP-3000とアイルー村のソフトのセット。

#### コラボレーション
猫キャラクターの登場する『ハローキティ』や『どこでもいっしょ』とコラボレーションしており、コラボレーショングッズが制作された。また、ゲーム中にはキティや『どこでもいっしょ』の「トロ」や「クロ」、『太鼓の達人』のデザインを模したコスチューム、装飾品「アイルーキティ」や「キティアイルー」、ギルドテント外装「キティギルド」がダウンロード・コンテンツとして登場する。ダウンロード・コンテンツとして登場する探検クエストの報酬となっており、ワカバより受注してクリアすれば獲得できる。
サンリオが他ゲームにゲスト参加したのは本作が初で、キティギルドのデザインにはキティのデザイナーの手が加えられている。
2010年8月21日にはアミューズメント施設「ナムコ・ナンジャタウン」とのコラボレーションイベントが開催された。

#### 開発
第1作の発売から6年の間、モンスターハンターシリーズは多くの人に親しまれてきたことから、シリーズに親しんでこなかった者も楽しめるよう、スピンオフの企画が立てられた。また、モンスターの一種だったアイルーは、シリーズを重ねる中で町で手伝いをしたり、プレイヤーと行動を共にするなど、プレイヤーの距離も縮まってきたため、彼らが主題に据えられた。
また、本作は女性ユーザーを中心に幅広い層をターゲットにしている。間口の拡大を図ると同時にコアプレイヤーにも楽しめるよう注意が払われ、アイルーが人間にあこがれてギルドを結成したりクエストに出かけるといった形を通じてモンスターハンターらしさが表現された。
アイルーたちだけの生活をゲームの中に入れたいとい思いから、彼らとのコミュニケーションを楽しむというシステムはすんなりと構築できた。アイルーのデザインは『モンスターハンター』シリーズのようなリアルアイルーなど色々候補があったが、『モンスターハンター』本編とは違ったアプローチや、アイルーの個性や表現の幅を大きくするなどの理由により、デフォルメされたものが採用された。

### モンハン日記 ぽかぽかアイルー村G
2011年（平成23年）8月10日にカプコンから発売されたPlayStation Portable（PSP）用コンピュータゲームソフト。上記『ぽかぽかアイルー村』のバージョンアップ版。当初は2011年8月25日発売予定であった。
前作同様、ユーザーから募集したアイルーとして、「モンスターハンターフェスタ'11 イラストコンテスト」アイルー部門最優秀賞の「パル」がゲームに登場している。パルら、前作のエンディングの後に本作で追加されたパートから初めて仲間になるアイルーで、探検クエストに繰り出せる者は、全員フリーアイルーという、決まった役職に就いていない者たちである。

#### 前作との違い
記録係を介さずとも、ポーズメニューからゲームを終了できる。
キッチン開設後現地へ行った際に、情報屋からの解説を断らなければパッパラパスタ材料一式を貰える。
マツリを仲間にしていると、「山菜ジイさん」とアイテム交換ができるようになる。5個差し出すが、別のアイテムを8個くれる。

#### セーブデータ連動
前作同様に『MHP2G』のオトモアイルー1匹をアイルー村に連れてくることができる。本作ではそれに加えて『MHP3』のオトモアイルー2匹をアイルー村に連れてくることができる。こちらも即日仲間に加わる。どちらよりのアイルーも、決してフリーにならない。『MHP3』よりのアイルーは、近接攻撃をしなかったなら樽投げ師として、平和主義なら音楽家として来る。『MHP3』よりの樽投げ師と『MHP2』よりのアイルーは猟師、樽投げ師、シェフになれる。『MHP3』よりの猟師は樽投げ師、飼育員、交易商になれる。『MHP3』よりの音楽家は農家になれる。

#### コラボレーション
前作同様に、本作でもサンリオとのコラボレーションが行われ、『マイメロディ』とのコラボレーショングッズが制作された。また、ダウンロードコンテンツとして様々なコラボコスチュームが登場する。クエスト報酬であるものたちは、「ネコ地蔵広場」に行き倒れているところをヨツバら同様に案内して仲間にする「ユクモ受付嬢」から受注して、達成し獲得。
- 海賊の服（週刊少年ジャンプ）
- 小鉄の服（浦安鉄筋家族）
- アイルーマンの服（Vジャンプ）※『モンハン漫画 ぽかぽかアイルー村』の菊地晃弘デザイン
- ケロン人ヘッド（ケロロ軍曹）
- キティの服、マイメロの服、クロミの服、キティプーギー「リボン」（サンリオ）
- 進撃の巨人の服（進撃の巨人）
- ケシカスくんの服（ケシカスくん）
- ファミ通の服（ファミ通）
- 電撃の服（電撃PlayStation）
- トロのお面、クロのお面（SCE）
- mmtsワンピ（アパレルブランド「mmts」）
- ヴィレヴァンの服（ヴィレッジヴァンガード）
- 鷹の爪団の服（秘密結社鷹の爪）
- 楽天イーグルス服（東北楽天ゴールデンイーグルス）
- はじめの一歩の服（週刊少年マガジン）
- 太鼓の達人の服（太鼓の達人）

### モンハン日記 ぽかぽかアイルー村DX
2015年（平成27年）にカプコンから発売されたニンテンドー3DS用コンピュータゲームソフト。上記『ぽかぽかアイルー村G』のバージョンアップ版。

#### 前2作との主な違い
記録係を介さずとも、ポーズメニューからタイトル画面へ向かう途上でデータをセーブできる。
全体的に、新たなアイルーを村の仲間に迎えるのに複数必要な素材の要求量が減っている。また、各設備の購入や施設の建造・拡張にかかる費用も、約半額である。
ほぼ無報酬だったあるクエストに、ある報酬が大量に追加された。さらに、アイルー村パートに於ける生産施設がオープンすると、情報屋がお祝いに、それぞれで使う生産資源を5つ手渡してくれる。
がらくた類やポポミルク類そして「やんちゃとおてんばとおじさんが喜ぶ物」を、プレゼントした時の仲良し度上昇量が上がっている。
ダウンロードコンテンツは、本作でのみ5日めにギルド予定地に現れる「郵便屋」を仲間に迎え、彼を介して受け取る。村パンフレットも同様。

#### セーブデータ連動
本作では前2作と対応機種が異なるため、オトモアイルーを連れてくることはできない。その代わり、『MH4G』の筆頭アイルーを模した像が村内に設置され、像から生産資源と資金が手に入る。

#### コラボレーション
前2作同様に、本作でもサンリオとのコラボレーションが行われ、『ぐでたま』とのコラボレーショングッズが制作された。また、ダウンロードコンテンツとして様々なコラボコスチュームが登場する。第1作同様ワカバから受注し、成功させて獲得。
- マリオの服（スーパーマリオシリーズ）
- たぬきちの服（どうぶつの森シリーズ）
- ぐでたまの服（サンリオ）
- 仮面女子の服（仮面女子）

### アイルーでパズルー
2012年（平成24年）7月19日発売の落ち物パズルゲーム。登場キャラクターはアイルー村のアイルーたちで、ゲームシステム自体は1996年にカプコンより発売された『スーパーパズルファイターIIX』と同様のルールだが、本作ではさらにプレイ中にテンションゲージが溜まると各キャラクターごとに異なる「必殺技」が使える。プレイモードはストーリーモード「お祭りに参加」、NPCと対戦する「ひとりでパズルー」、アドホック通信で通信対戦する「友達とパズルー」、マイアイルーの服を着替えする「着せかえ」、ゲームのチュートリアル「遊び方」の5種類。
カプコンオフィシャルショップ「イーカプコン」限定先着特典は「アイルーまきまきストラップ」。数量限定特典として、漫画家の羽海野チカ描き下ろしPSPオリジナルカスタムテーマのダウンロードコード付き。
公式ページでは『モンハン漫画 ぽかぽかアイルー村』の作者、菊池晃弘描き下ろしの『アイルーでパズルー スペシャル漫画』が掲載されている。

#### コラボ
『G』にも登場した、コラボレーションとして登場するコスチュームで、着せ替えすると必殺技が使用可能になる。
マイメロディの服
必殺技は「マイメロディのお願い」。
クロミの服
必殺技は「オジャマチェリー」。
トロのお面
必殺技は「ホワイトシャッフル」。
クロのお面
必殺技は「ブラックシャッフル」。

### モンハン日記 モバイルアイルー村
Mobageで2010年8月10日から2012年3月30日まで提供されていた携帯電話ゲーム（NTTdocomo、KDDI、SoftBank対応）。ジャンルは「ソーシャル・アイルーライフ」。シリーズのマスコット的存在である「アイルー」が主人公となり、アイテム収集や協力プレイにより報酬を獲得し仲間を増やしながら自分の村を発展させていくゲーム内容となっている。基本プレイ無料・アイテム課金制。

## 登場キャラクター

### アイルー
マイアイルー（ぽかぽか）
橋で繋がった小島で毎晩寝ているアイルーで、毎朝のように寝坊する。
長老の思い付いた村興しの要となり、『G』開始直後に村長見習いに昇進した。
名前はデータ作成時に決める。
元々着る服は「ぽかぽかベスト」と呼ばれる。他のキャラクターの服は、仲良し度を999に上げて受け取る。さらに『G』では仲良し度を3000にしたキャラクターから、その服の色違いをも貰える。着替えはギルド拡大の翌日以降に、衣装箱の前に立つ衣装係を介して行う。
マイアイルー（パズル）
最近村にやってきた新参者のアイルー。役割を既に持っている他のアイルーたちを羨んでおり、パズル祭りに優勝して村のパズル係になろうと張り切っている。必殺技は「ラッキーエッグ」。
名前が変更できる他、「着せかえ」モードで他のキャラクターの服に着替えることができる。
長老
村の長老で、長屋の「管理人さん」の祖父に当たる。行動力が群を抜いて高く思いついたら止まらない。ボケたフリをして暴飲暴食するなど、奇行も多い。趣味はがらくた集めで、マタタビは許さない。
『G』ではネコートに調子が乱れるため、無視されるほど苦手とされていることが明らかになった。「マカネコピック」を素振りすることも。
『パズルー』では偶然見つけた「ジェム鉱石」を見てパズル祭りを思いつき、優勝したら何でも1つだけ願いを叶えてくれるという。必殺技は「長老オーラ」。
情報屋
新たなる施設が開かれた時などに現れ、役立つ情報をくれる少年。『ぽかぽか』では長老の、『G』では管理人さんの無茶振りでチュートリアルクイズも出してくれた（『G』のものは『DX』ではカット）。また彼が起こしてくれた場合は、長老の捜索を依頼する。『パズルー』でもチュートリアルをしてくれる。一方で長老の秘密を入手するために参加する。必殺技は「情報屋のねばり」。
農場長
村の畑を仕切るおやっさんで、オレンジ色の毛並みが特徴。『ぽかぽか』では1日1問きりの野菜クイズに全問正解すると、村に住み込んで即刻地を耕し畑にして使わせてくれる。野菜を収穫していると、牧畜の飼料も収穫できる。『パズルー』では畑と野菜の良さをアピールできないか考えている。必殺技は「クワの舞」。
漁場長
村の漁場を仕切るやんちゃメラルー。『ぽかぽか』では初日からおり、釣りのエサ1つで即刻漁場を開いてくれる。『パズルー』では村の漁場に大物を用意するために参加する。必殺技は「大物一本釣り」。
採掘長
村の採掘場を仕切っている虎柄の職人。『ぽかぽか』では2日めに初到着し、採掘の油3つで即刻採掘場を開いてくれる。採掘の油は村で釣りをしている際、魚影の頭部につつかれていないのにウキが沈んだ時に、釣り上げることでも集め得る。村で採掘中、畑の肥料が出ることもある。また、リールがハリマグロを披露してきたのちに長屋へ持ち帰ったのを把握するが、これを聴取するには「大地の結晶」が必要。『パズルー』では新たな坑道を求めて参加する。必殺技は「どんぐりけずり」。
虫捕り係
虫捕り場を仕切る虎柄の少年。笠を被った仲間の間ではレッドと呼ばれ、オオクワガタをとまらせている。『ぽかぽか』では漁場を通りかかった際に大事な虫捕り網と大事な虫捕り籠を紛失してしまう。マイアイルーが釣り上げて返してあげた翌日に虫捕り場を開いてくれるが、村での虫捕りの際にも時折釣りのエサが捕れる。虫捕りのミツは牧場に住まわせたポポや『G』の「ガーグァ牧場」に訪ねてきた「ガーグァ」からも採取。やがてゴレンニャーにマンネリを感じて打破しようと新たな仲間にグリーンを求めるが、候補に挙がったネギ少年は野菜の葱の話しかしないのでピンクにより却下。メール便設立を夢見つつ同じく捕虫もできる「メール」に決定し、マイアイルーにバックアップを頼んで勧誘するも1日で脱退され、代替案を考えるにあたりよりにもよってブラックを思いついてアロマを思い浮かべてしまう。『パズルー』では今ハマっている昆虫を村で繁殖させるために参加する。また「ダイオウゴキブリ」という虫が欲しいらしい。必殺技は「どんぐりキャッチ」。
プーギー仮面レディ
「プーギー仮面」の遺伝子を継ぐ華のプーギー使いで、「プーギー仮面レディ」は異名。宴を10回（『DX』では5回）施行すると訪ね来て仲間になる力任せの男「カロ」を、プーギー仮面に続いてプーギーレースで破り、ブルファンゴそっくりの「プーファン」を園に迎えたあと、『G』から登場。プーギーレースに情熱を注ぐが、プーギー仮面と同じくプーギーレースでマイアイルーに敵わない。『パズルー』では盛大なプーギーレースを開催してもらうために参加する。必殺技は「プーギーアタック」。
園長
プーギーが大好きで、冠とおむつだけを身に着けたプーギー「ベビー」のコスプレをした女の子。『ぽかぽか』では牧場予定地へ行ってしまっていたベビーを連れてくると可愛がり、さらに農場から収穫した「サツマノイモ」を長屋脇に仕掛けてプーギーを集めると村に定住してプーギーパークを開園する。この時、7日めから来る「マキバ係」に牧畜の幼児を2匹以上預けると可能な牧場ランク3への拡張をしていると、ベビーがいた所にマフモフ服を着たプーギーの「モッフン」が現れる。『G』では、牧場開場後マキバ係と話していれば動物大好きトークに招待され、マイアイルーが呼んで来てくれると、プーギートークを98章も著していることを明かし飼育係達を脱帽させる。牧場にはG級探検「凶暴な新種龍」をクリアすると「ティガレックス」のコスプレをしたプーギー「レックス」も到着。またベビーの体調不良の治し方がわからず慌てるが、これは温泉に入浴させてくれば解決。『パズルー』ではパズル祭りに優勝してプーギーで村を埋め尽くそうとしている。必殺技は「なかよしプーギー」。
ピンク
お花が大好きな菜園家の少女。笠の頂点にもピンクのチューリップをあしらい、レッドにゴレンニャーの一員と扱われている。『ぽかぽか』では他のレンニャー、秋刀魚を載せた「ブルー」や紋白蝶をとまらせた「ホワイト」や蜂をとまらせた「イエロー」と同じく、ネコバァに紹介してもらう。またミルクや『G』で同様にネコバァに紹介してもらう女の子「ルルル」に先んじて、長老の恋人にされる。ゴレンニャー、長老の恋人、ともに共通して虫捕りの資格がある。『G』ではプーギーパーク隅からピンク色の花を移植してもらってプーギーを活用した農場を築くが、このプーギーはプーギーレースにも流用可能ながら複数種類の中からランダムで1匹のみ。この農場を拡張していくにつれ、農場長から灰農法を教わる。また、アロマに敗れた虫捕り係の自信を挫いてしまい、虫捕り係をブルーが励まして立ち直らせる様をも、貶してしまう。菜園家は交易家と共にすべて複数通りの職業能力を持つ。
『パズルー』では村中をかわいくデコレーションしたいと思い参加する。必殺技は「ピンクデコレーション」。
リール
釣り一筋の少年で、釣り場を旅している。『ぽかぽか』ではハリマグロを1尾披露すると村に住んでくれ、さらになぜかドテカボチャを1個くれる。また、ハリマグロを忘れて長屋に置いていってしまっているあいだに食べられてしまう。ネコバァが紹介してくれる、大海のヌシを追うおじさん「ロッド」も釣り一筋。『G』では沖釣り用に遠洋筏を開発するが、試作品が沈んで溺れてしまったさいに腰紐にスキルアップの実が3個挟まっていた。釣りのエサはくれないが、筏の改良にも携わる。スキルアップの実を、ホクホク鍋を作ってきた調理一筋である煮物の名手「アニス」が求めており、試作遠洋筏沈没と、「シーサイドキッチン」用インテリアをアニスに届けることを両方達成した翌日、筏に続いてシーサイドキッチンが開店する。シーサイドキッチンの拡張も、筏の初改良の後に始まる。加えてガーグァ牧場の飼育係も該当する新施設にまつわる職業は、他の職業よりも定員が1名多く、「ヒナ（アイルー）」も該当する施設開発者たちは、気球をマイアイルーに売って花園幻想郷と交易してくれる「アリア」と、ネコバァに紹介してもらう爆弾一筋であるタル爆長の長男「テツ」と音楽家「カリスマ」と遍歴の猟師「ハンター」と狩猟一筋「ファング」と共に、もともと就いていた仕事のスキルがそれを上げるスキルアップ料理1つでG級値に達してくれるほど高く、「Gメダル」を授け易いうえフリーになりにくい。
『パズルー』ではいつでも釣りができるように、海に浮かぶ家をゲットするために参加する。必殺技は「まきもどしリール」。
ルナ
お宝に目がないメラルーの少年。『ぽかぽか』では長老の杖を盗んで隠れていたところをマイアイルーに見つかり、杖を返すと共に探検家として仲間になってくれる。後に、ランチからピッケルを奪ったものの長老に取り返された。『G』では交易場を仕切る「交易長」からもらった丈夫なロープを渡し、翌日ギアノスの牙も渡すとガーグァ牧場の崖上にタル爆弾を用いる採掘場を開く。この採掘場を拡張すると、タル爆弾を材料を対価に売る「タル爆長」からタル爆弾作りを習うことになる。また再び長老の杖を掠め取ってしまうも、樽投げと交易と探検の技術を持つ繋がりがある恩師「シーフー」に行き先を読み切られマイアイルーを介して返させられる。やがてシーフーから歴史を受講中に居眠りし、宿題が3倍になってしまう。探検の技術を持つ繋がりがある旅人「トリップ」には覚悟不足と言い放たれるが、彼は同じくシーフーを師とする先輩である。シーフーとトリップは、ともに音楽家にもなれる。
『パズルー』では憧れの採掘長グッズが欲しくて、賞品として入手するために参加する。必殺技は「プラスワンピッケル」。
ウルシ
お宝が大好きな採掘師。忍びの紺色の装束を着ており、鼻と目を鍛え忍術を覚えてきた。『ぽかぽか』ではネコバァに紹介してもらう。『G』では白装束を着たくノ一スイセンが感知し探しに来てそのまま住み込んだ。ライバルとして漁場脇の砂浜を舞台に忍術対決を展開も、中断となってしまう。
『パズルー』では忍びとしての修行の一環で参加する。必殺技は「忍法爆遁の術」。
ツバキ
虫集めが好きな少女。ウルシやそのライバル「スイセン」のような忍びに憧れており、3匹ともイエローや「『MHP3』よりコンバートした、近接攻撃をしないが平和主義でないオトモ」や、管理人さんに続いて来るも「タルのフタ」を忘れており5枚貰うことで村に住んでくれるタル爆長の三男「イオ」と同じく虫捕りと採掘と投爆と狩猟の能力を持つ。『ぽかぽか』では8日めより虫捕り場に現れ、1日の内に捕った虫の匹数がツバキを繰り返し上回ると住人になってくれる。『G』ではネギに心を奪われながら同じく虫捕りもできる少年菜園家ネギの助言通り、畑の肥料10個で虫捕りの木の苗を育て、成長薬を吸収してさらに育った虫捕りの木の繊細な乙女らしい声を、昇格させるたびに聞く。
『パズルー』ではパズル祭りに参加して忍びのヒントを得ようと思っている。必殺技は「ジェムあらしの術」。
ランチ
食べることが大好きな、骨付き肉を背負った大食いハンター。『ぽかぽか』では魚類10尾（『DX』では5尾）で村に住んでくれる。また、長老がネギに貸した思い出のピッケルを又借りして味見を図ってしまったが食べられなかった。『G』ではトマトをもてなすも、終いにグロッキーに追い込まれてしまい、クッキンが仇討ちを図った。3匹ともネギやニラと併せて、菜園家やシェフになれる点が共通した。
『パズルー』では優勝したら、ずっと気になっている珍味を食べたいと思っている。必殺技は「いただきどんぐり」。
エピカ
作詩が好きで音楽一筋の青年。『ぽかぽか』では詩を3つ披露して対談を求め、意見が合えば村に住んでくれる。やがて夜中に不審者に遭ったが、この事件の解明には「オオナナホシ」を使う。『G』でネコバァが紹介してくれた、同じく音楽家になりうる色違いのような青年「ロジカ」は、ライバル。またタル爆弾採掘場ランク3から、準備段階においてルナがタルに詰めて爆弾にする、火薬の声を聞いて、火薬の量調節を手伝う。ランク4からはこれに、祭壇建造費用を受け取って以来宴を取り仕切っていた「マツリ」も協力。さらにランクMAXでロジカの援助まで受ける。
『パズルー』では新しい詩（サーガ）のテーマに出会おうとしている。必殺技は「色変わりのサーガ」。
キラ
歌って踊れるアイドルを目指す、イャンクックのお面を被ったおてんばメラルー。『ぽかぽか』ではネコバァに紹介してもらう音楽家で、イャンクックの耳が求められる。『G』では空きビンを10本用いて村の宣伝を企て、ビンを集めてあげるとスキルアップの実をくれる。
『パズルー』では村人の前でコンサートを開きたいと思っている。必殺技は「バクダンコンサート」。
アロマ
イタズラ好きなお姉さん。イタズラ以外にはほとんど関心がないが、人間ハンターのものと同じ調合レシピを多数覚えている。『G』から登場し、ネコバァに紹介してもらう。警戒してきた虫捕り係らゴレンニャーに引っ掛け問題を繰り出し、駆け付けたマイアイルーも回答したのちに引き上げたが、ゴレンニャーと同じく虫捕りの素質を持つ。ネコートの宿敵にもなり、『パズルー』でも決着をつけるためにパズル祭りに参加する。必殺技は「ボルテージダウン」。
ガノ
ガノトトスの背びれを頭に被った運動好きの少年。『G』から登場し、遠洋筏の改良を進めると被り物だけを出して通り掛かる。船着き場で情報屋からも情報が聞け、その後遠洋筏にて、釣りをするうちに釣り上がって仲間になるが、自らも釣り人になれる。エンディング後は温泉にてカロと、筋骨隆々のアイルーに助けられたことから自らも筋肉自慢のナルシストとなった赤モヒカン少年「ニャッスル」と潜水持続時間を競い合った。3匹ともハンターになれる。『パズルー』では優勝したら休みをもらって、泳いで水平線の向こうに行こうと思っている。必殺技は「水平線」。
トマト
牛飲馬食を繰り返しても平気な少女で、トマトを耳に付けた村一番の食いしん坊。『G』から登場し、「ネギ」と討論をするライバルのニラ好き「ニラ」が仲間に加わったのに続いて、ネギと、討論においてニラ派だった一同の協力を得た友達のランチから野菜でもてなされ、そこへキレアジ50尾、ニワトリの一般的な白いたまご30個、ハチミツ10個の順に追加すると仲間に加わるが、さらに、村に来る途中で食べ物売りを発見したと言う。やがてガッツチャーハンの開発者「クッキン」に大食い競争を挑まれながら、限界を迎えさせて勝利した。『パズルー』で優勝して叶えたい願いも、ごちそうを食べたいというもの。必殺技は「おかわりトマト」。
ニャン次郎
ユクモ村でタル配便を営む、通称「転がしニャン次郎」。『G』から登場し、「ニャンチャレ」と呼ばれる課題を村とマイアイルーに課する。仲間になってからも「ニャンチャレG」を課し、その中でプーギーレースに「タルル」というプーギーに跨って出走。『パズルー』では伝説の超巨大タルを手に入れたいと思っている。必殺技は「タルの滝落とし」。

### プーギー
シマシマ
みんなに人気のプーギーで、さわやかストライプの服を着ている。ネコバァから「クイーンランゴスタ」の尾などを対価に紹介してもらう、プーギー好きながら飼育一筋の少女「レミィ」のコスプレの元ネタでもある。『ぽかぽか』では「サツマノイモ」を長屋脇に仕掛けることで招き、園長の許へ連れていく。永遠のライバル、スイカ柄の「ウーリー」も、プーギーパークが開園すると、できてから長らく経った畑に、頭を突き入れて現れる。『パズルー』では何が目的かはわからないが、本人はとても楽しそうにしている。必殺技は「シマシマニア」。

### モンスター
『パズルー』では「お祭りに参加」モードで乱入することがあり、パズルに勝つと使用できるようになる。
ポポ
長い体毛を持つ小型のモンスター。尾毛を切り取られても、攻撃されないと反撃してこないくらいおとなしい。『ぽかぽか』では迷子となったポポの子供「コポポ」を素材取りで連れて帰ると、4頭まで牧場で飼える。1頭飼ったうえでギルドを拡大すればミルク好きの少女「ミルク」、2頭飼えば全裸の大らかなお姉さん「ケイコ」を、飼育係に加えられる。1羽しか捕獲できない「ヒナ」を連れ帰って「ニワトリ」を牧場で飼うと設けられるニワトリの巣にも、ポポの枝毛が混入。合計5頭全て飼うには、牧場を拡大する必要もある。『G』のプーギー畑で活躍する者として選ばれる可能性のあるプーギーに、ポポのような姿の「ポッポ」がいる。『パズルー』での必殺技は「ポポの突進」。
ジンオウガ
全身に雷をまとう雷狼竜。『G』から登場し、「大雷光虫」を取り巻きに持つ。これの殻が「リオレイア亜種」の鱗と共に、ネコバァからニャッスルを紹介してもらうのに欠かせない。『MHP3』からコンバートしたアイルーのうち勇敢、主人愛またはチャンス派な性格の者がこれの素材からできる装備を着て来る。同じアイルーのうち臆病、小賢しいまたは粘り上手な性格の者は「ウルクスス」装備となり、同じアイルーのうち平和主義者はユクモの木から作られたユクモ装備で来る。3着ともそれらとの仲良し度を999にすると一度に貰え、3000にすると色違いもいっぺんに貰える。『パズルー』での必殺技は「いかりの放電」。
ヤオザミ
固い甲殻を持つ小型のモンスター。地中に潜伏した者は、交易家の能力で予め見破っておくと被害を抑えうる。『パズルー』での必殺技は「カウンターブロック」。
イャンクック
大きな耳を持つ怪鳥。小さな個体「ちびクック」はアイルーたちに友好的で、モンスター中で最高の頭脳を自称。『パズルー』での必殺技は「乱れついばみ」。『DX』ではワカバから受注する対決でイャンクックの卵を獲得でき、郵便屋が見つける「ひだまりの巣」で温めるとこの幼体「ベビークック」を飼える。手懐けると、情報屋付き添いのお出掛けの中で母イャンクックと再会して「イャンガルルガ」を撃退してもらったらしいと聞ける。

## アニメ
2010年に、TOKYO MXと毎日放送でこのゲームを題材にしたアニメが放送された。登場人物は本ゲームのほか、モンスターハンターシリーズのキャラクターも登場している。詳しくは「モンハン日記 ぎりぎりアイルー村」を参照。

## 関連商品

### 攻略本
モンハン日記 ぽかぽかアイルー村 のんびり村おこしガイド
2010年8月26日に集英社より発売。
モンハン日記 ぽかぽかアイルー村 オフィシャルコンプリートガイド
2010年9月24日にカプコンより発売。
モンハン日記 ぽかぽかアイルー村G もっと村おこしG（ガイド）
2011年8月10日に集英社より発売。
モンハン日記 ぽかぽかアイルー村G オフィシャルコンプリートガイド
2011年9月15日にカプコンより発売。
モンハン日記 ぽかぽかアイルー村G 公式ガイドブック
2011年10月3日にエンターブレインより発売。
モンハン日記 ぽかぽかアイルー村DX 村の仲間コンプリートブック
2015年9月15日に双葉社より発売。
モンハン日記 ぽかぽかアイルー村DX 公式ガイドブック
20115年9月18日にエンターブレインより発売。

### 漫画
すべて作画：菊池晃弘によるコミカライズで、集英社より発売。
モンハン漫画 ぽかぽかアイルー村1
2011年8月4日に発売。
モンハン漫画 ぽかぽかアイルー村2
2012年8月3日に発売。
モンハン漫画 ぽかぽかアイルー村3
2014年1月4日に発売。
モンハン漫画 ぽかぽかアイルー村4
2014年11月4日に発売。
モンハン漫画 ぽかぽかアイルー村5
2017年8月4日に発売。

### 小説
すべて箸：相坂ゆうひ、挿絵：マーブルCHIKOによるノベライズで、アスキー・メディアワークスより発売。
モンハン日記 ぽかぽかアイルー村 ハッピー生活のはじまりニャ
2011年10月13日に発売。
モンハン日記 ぽかぽかアイルー村2 みんなでわいわいお宝探しニャ
2012年6月13日に発売。
モンハン日記 ぽかぽかアイルー村3 ドタバタ村おこしで大パニック!?ニャ
2012年10月11日に発売。
モンハン日記 ぽかぽかアイルー村 どきどきプレゼント大作戦ニャ☆
2013年3月13日に発売。
モンハン日記 ぽかぽかアイルー村 キラキラ音楽会に大集合ニャ♪
2013年7月15日に発売。
モンハン日記 ぽかぽかアイルー村 手紙の謎をゆる〜り解明ニャ!!
2014年2月15日に発売。
モンハン日記 ぽかぽかアイルー村 爆笑!?わくわくかくし芸大会ニャ!
2014年7月15日に発売。
モンハン日記 ぽかぽかアイルー村 やってきました、ぽかぽか島!!
2015年1月15日に発売。
モンハン日記 ぽかぽかアイルー村DX 我らのすけっとアイルー団!
2015年10月15日に発売。
モンハン日記 ぽかぽかアイルー村DX 幻の歌探しとニャンター!!
2016年3月15日に発売。
モンハン日記 ぽかぽかアイルー村DX ソラVS長老!? 巨大スゴロク勝負!
2016年7月15日に発売。

### その他書籍
モンハン日記 ぽかぽかアイルー村 まるごとアイルーブック ポーチ付きニャ!
2010年9月21日にカプコンより発売。
モンハン日記 ぽかぽかアイルー村 アイルーと暮らそう!
2011年3月12日にエンターブレインより発売。
モンハン日記 モバイルアイルー村 マイ村わくわく生活ブック
2011年3月14日にカプコンより発売。
モンハン日記 ぽかぽかアイルー村G まるごとイラスト資料集 バッグ付きニャ!
2011年8月10日にカプコンより発売。
モンハン日記 ぽかぽかアイルー村G まるごとキャラクター図鑑 ポーチ付きニャ!
2011年8月10日にカプコンより発売。
モンスターハンター アイルーファンブック
2012年7月19日にカプコンより発売。

### サウンドトラック
モンハン日記 ぽかぽかアイルー村&G オリジナル・サウンドトラック
2011年8月24日にカプコン セルピュータレーベルより発売。
アイルー ラブ ユー / I'LL LOVE YOU 〜モンスターハンター アレンジアラカルト〜
2011年8月24日にスーパースィープより発売。